# Josef Schleicher
Josef Schleicher (* 14. April 1960 in Elisawetgrad, Region Altai, Sowjetunion; † 21. August 2016 in Bergisch Gladbach, Deutschland) war ein russlanddeutscher Historiker, Journalist und Vermittler der russlanddeutschen Kulturgeschichte.

## Leben
Schleicher studierte Geschichte, Pädagogik und Journalistik an der Staatsuniversität in Barnaul. Von 1986 bis 1991 war Schleicher Korrespondent der deutschsprachigen Regionalzeitung „Rote Fahne“ (erschien 1957 in  Slawgorod, 1990 erhielt das Blatt den Namen „Zeitung für Dich“) und von 1991 bis 1998 Chefredakteur der „Zeitung für Dich“.
Die Gründung der Unionsgesellschaft der Russlanddeutschen „Wiedergeburt“ im März 1989 war für Schleicher ein Höhepunkt seiner Beteiligung an der Autonomiebewegung der Russlanddeutschen. Schleicher engagierte sich bei der Wiederherstellung des Deutschen Nationalkreises in der russischen Region Altai und veröffentlichte zahlreiche Beiträge zu diesem Thema. 1992 wurden seine Monographie „Deutsche in der UdSSR: Vergangenheit und Gegenwart“ und das Lehrbuch „Geschichte der Russlanddeutschen“ (russ.) veröffentlicht.
1998 siedelte er nach Deutschland über, wo er zuerst als Journalist (Redakteur der russischsprachigen Zeitung „Ost-Express“ und der deutschsprachigen Zeitung „DIALOGplus“) und von 2004 bis 2015 als Projektleiter der Wanderausstellung „Volk auf dem Weg. Geschichte und Gegenwart der Deutschen in/aus Russland“ der Landsmannschaft der Deutschen aus Russland arbeitete.
Schleicher war Mitglied der internationalen Assoziation der Forscher der russlanddeutschen Geschichte und Kultur, Experte für die Kulturgeschichte der Deutschen im Russischen Reich und der Sowjetunion.